# Polígono de Petrie
| Hepteracto (hipercubo de siete dimensiones)                                                                      | Hepteracto (hipercubo de siete dimensiones) |
| --- | ------------------------------------------- |
| El contorno, un polígono regular de 14 lados, es una proyección ortogonal del polígono de Petrie del hepteracto. |                                             |

En geometría, el polígono de Petrie de un politopo n dimensional, o de un panal (n − 1)–dimensional, es un polígono alabeado tal que cualesquiera n − 1 lados consecutivos, pero no n, pertenecen al polígono de Petrie de una celda. El polígono de Petrie de un polígono regular es el mismo polígono regular. El de un poliedro regular es un polígono alabeado (cuyos vértices no yacen todos en el mismo plano) tal que cada dos lados consecutivos (pero no tres) pertenecen a una de las caras del poliedro.
Para cada politopo regular existe una proyección ortogonal sobre un plano, de tal forma que un polígono de Petrie se convierte en un polígono regular, con el resto de la proyección dentro de este. Dicho plano es el plano de Coxeter del grupo de simetría del polígono y el número de lados, h, es el número de Coxeter del grupo de Coxeter. 
Estos polígonos y sus gráficas proyectadas son útiles en la visualización de la estructura simétrica de los politopos regulares de dimensiones superiores, los cuales son muy difíciles de concebir o imaginar sin ayuda.
Deben su nombre al matemático británico John Flinders Petrie (1907-1972)). 

## Los polígonos de Petrie de los poliedros regulares
El polígono de Petrie del poliedro regular {p, q} tiene h lados, donde 
cos2(π/h) = cos2(π/p) + cos2(π/q).
Los Poliedros duales regulares, {p,q} y {q,p}, están contenidos dentro del mismo polígono de petrie proyectado.
| |                          |                       |                       |                          |
| tetraedro | cubo                     | octaedro              | dodecaedro            | icosaedro                |
| centrado en las aristas | centrado en los vértices | centrado en las caras | centrado en las caras | centrado en los vértices |
| 4 lados | 6 lados                  | 6 lados               | 10 lados              | 10 lados                 |
| V:(4,0) | V:(6,2)                  | V:(6,0)               | V:(10,10,0)           | V:(10,2)                 |
| Los polígonos de Petrie son el exterior de estas proyecciones ortogonales. Los polígonos azules muestran aristas traídas al frente, mientras que las líneas negras muestran aristas llevadas detrás. Los anillos concéntricos de vértices se cuentan comenzando desde el exterior hacia el interior con la anotación: V:(a, b, ...), acabando en un cero si no hay vértices centrales. |                          |                       |                       |                          |

## Los polígonos de Petrie de los policoros regulares (4-politopos)
El polígono de Petrie del policoro regular{p, q ,r} también puede ser determinado.
| {3,3,3} Pentácoron 5 lados V:(5,0)            | {3,3,4} Hexadecacoron 8 lados V:(8,0)                       | {4,3,3} Hipercubo 8 lados V:(8,8,0)              |
| {3,4,3} Icositetracoron 12 lados V:(12,6,6,0) | {5,3,3} Hecatonicosacoron 30 lados V:((30,60)3,603,30,60,0) | {3,3,5} Hexacosicoron 30 lados V:(30,30,30,30,0) |